# City Noir
City Noir est une symphonie de John Adams datant de 2009 composée pour orchestre symphonique.

## Historique
La première mondiale de City Noir a été donnée le 8 octobre 2009 par l'Orchestre philharmonique de Los Angeles dirigé par Gustavo Dudamel.

## Structure
City Noir est composé de trois mouvements symphoniques :
1. The City and its Double
2. The Song is for You
3. Boulevard Night

L'œuvre est écrite pour piccolo, trois flûtes (dont une joue aussi piccolo), trois hautbois, un cor anglais, trois clarinettes, une clarinette basse, deux bassons, un contrebasson, un saxophone alto, six cors d'harmonie, quatre trompettes, trois trombones, un tuba,  timbales, cinq percussionnistes, un batteur de jazz, un piano, un celesta, deux harpes, et une section de cordes.